# Secretaría Legal y Técnica de la Presidencia de la Nación
La Secretaría Legal y Técnica de la Presidencia de la Nación Argentina es un organismo creado por la ley 22.520 (Ley de Ministerios). Es dirigida por el Secretario Legal y Técnico quien integra el gabinete nacional. Actualmente, el cargo es ocupado por María Ibarzabal Murphy.
La Secretaría Legal y Técnica tiene por misión primaria prestar asesoramiento legal y técnico sobre los proyectos de mensaje, de ley, de decreto y de decisión administrativa, proponiendo en su caso textos alternativos con ajuste a las normas jurídicas
aplicables, a todos los organismos de las áreas de la Presidencia de la Nación que no cuenten con servicio específico propio y a la Jefatura de Gabinete de Ministros en materia de decisiones administrativas.
Asimismo, tiene la responsabilidad primaria de recibir, tramitar y analizar en sus aspectos técnicos y de gestión los proyectos de ley, de decretos, de decisiones administrativas y de mensajes que deban ser sometidos a la consideración del Presidente de la Nación y del Jefe de Gabinete de Ministros, procediendo a su protocolización una vez suscriptos.

## Estructura
La Secretaría Legal y Técnica de la Presidencia de la Nación tiene bajo su mando los siguientes organismos:
- Subsecretaría de Asuntos Legales
- Subsecretaría Técnica
- Unidad Gabinete de Asesores

## Funciones

### Asuntos legales
Las principales funciones de la Secretaría Legal y Técnica en materia de asuntos legales son las siguientes:
- Analizar el ajuste a las normas constitucionales, legales y reglamentarias de los actos administrativos, de la administración, de Gobierno e institucionales.
- Proponer textos alternativos cuando los proyectos que se someten a su consideración presenten deficiencias de orden jurídico o resulte necesario su perfeccionamiento.
- Prestar asesoramiento jurídico a los organismos de la Presidencia de la Nación que no cuenten con servicio específico propio, y a la Jefatura de Gabinete de Ministros.
- Intervenir en el análisis de los proyectos de ley
- Ejercer la representación y defensa del Estado en juicio.
- Dirigir el centro documental y bibliográfico relacionado con las materias de su competencia.

### Asuntos técnicos
En materia técnica, las principales acciones de la Secretaría consisten en:
- Analizar los anteproyectos de actos administrativos de la administración, de Gobierno e institucionales; elaborando anteproyectos con ajuste a las normas vigentes y asesorando sobre su elaboración a los organismos de la Administración Pública Nacional que lo soliciten.
- Recibir y tramitar la correspondencia y documentación que se presenta en la Casa de Gobierno.
- Recibir, registrar, tramitar, despachar y archivar los mensajes y proyectos de ley que se envíen al Congreso de la Nación Argentina y los sancionados por éste, los de decretos y decisiones administrativas y los de resolución individual o conjunta del propio Organismo.
- Comunica a los organismos del Poder Ejecutivo Nacional las instrucciones y directivas impartidas por el presidente de la Nación sobre las materias de competencia de la Secretaría.

### Boletín oficial
Asimismo, tiene a su cargo el registro de los actos estatales de carácter público de los Poderes del Estado y la edición del Boletín Oficial de la República Argentina. Por tal motivo, y por medio de las ediciones gráficas y en línea del Boletín Oficial de la República Argentina, se proveen distintos servicios y productos, tales como, Separatas, Compendios Legislativos, Sistemas de Búsqueda de Información y provisión de copias del material publicado.

## Titulares
| N.º | Secretario                  | Partido                                           | Partido               | Periodo                                           | Presidente           |
| --- | --------------------------- | ------------------------------------------------- | --------------------- | ------------------------------------------------- | -------------------- |
| 1   | Jorge Luis Fernández Pastor |                                                   | Independiente         | 18 de febrero de 1986 - 5 de mayo de 1988         | Raúl Alfonsín        |
| 2   | Horacio Jorge Costa         |                                                   | Independiente         | 5 de mayo de 1988 - 29 de junio de 1989           | Raúl Alfonsín        |
| 3   | Raúl Granillo Ocampo        |                                                   | Partido Justicialista | 8 de julio de 1989 - 25 de febrero de 1991        | Carlos Menem         |
| 4   | Jorge Luis Maiorano         |                                                   | Partido Justicialista | 25 de febrero de 1991 - 11 de septiembre de 1992  | Carlos Menem         |
| 5   | Carlos Corach               |                                                   | Partido Justicialista | 11 de septiembre de 1992 - 5 de enero de 1995     | Carlos Menem         |
| 6   | Félix Borgonovo             |                                                   | Independiente         | 5 de enero de 1995 - 27 de enero de 1998          | Carlos Menem         |
| 7   | Ginés Ruiz                  |                                                   | Independiente         | 27 de enero de 1998 - 10 de diciembre de 1999     | Carlos Menem         |
| 8   | Héctor Rodríguez            |                                                   | Independiente         | 13 de diciembre de 1999 - 15 de enero de 2000     | Fernando de la Rúa   |
| 9   | Virgilio Loiácono           |                                                   | Independiente         | 5 de octubre de 2000 - 23 de diciembre de 2001    | Fernando de la Rúa   |
| 10  | Guillermo L'Huiller         |                                                   | Partido Justicialista | 23 de diciembre de 2001 - 1 de enero de 2002      | Adolfo Rodríguez Saá |
| 11  | Antonio Arcuri              |                                                   | Partido Justicialista | 2 de enero de 2002- 25 de mayo de 2003            | Eduardo Duhalde      |
| 12  | Carlos Zannini              |                                                   | Partido Justicialista | 25 de mayo de 2003 - 10 de diciembre de 2007      | Néstor Kirchner      |
| 12  | Carlos Zannini              | 10 de diciembre de 2007 - 10 de diciembre de 2015 | Partido Justicialista | Cristina Fernández de Kirchner                    |                      |
| 13  | Pablo Clusellas             |                                                   | Propuesta Republicana | 10 de diciembre de 2015 - 10 de diciembre de 2019 | Mauricio Macri       |
| 14  | Vilma Ibarra                |                                                   | Nuevo Encuentro       | 10 de diciembre de 2019 - 10 de diciembre de 2023 | Alberto Fernández    |
| 15  | Javier Herrera Bravo        |                                                   | Propuesta Republicana | 11 de diciembre de 2023 - 3 de abril de 2025      | Javier Milei         |
| 16  | María Ibarzabal Murphy      |                                                   | Independiente         | 7 de abril de 2025 - actualidad                   | Javier Milei         |